# From Beyond – Aliens des Grauens
From Beyond – Aliens des Grauens – auch unter dem Originaltitel From Beyond (deutsch: Aus dem Jenseits oder Vom Jenseits) bekannt – ist ein 1986 in den USA produzierter Horrorfilm nach einer Kurzgeschichte von H. P. Lovecraft.
Stuart Gordon führte bei dem Body-Horror-Film Regie und verfasste, gemeinsam mit Produzent Brian Yuzna, auch das Drehbuch.

## Handlung
Ein Wissenschaftlerteam bestehend aus dem Physikstudenten Crawford Tillinghast und dem älteren Dr. Edward Pretorius experimentiert mit einem so genannten Resonator, der mittels bestimmter Frequenzen die Zirbeldrüse im Gehirn anregen soll. Pretorius vermutet in ihr ein der Menschheit verlorengegangenes Sinnesorgan, mit dem man verborgene psychische Kräfte zu Tage fördern kann. Bei dem ersten Testlauf entsteht allerdings ein Tor zu einer unbekannten Paralleldimension, durch das fremde Wesen in unser Universum eindringen. Dem sich zu diesem Zeitpunkt schon auf der Schwelle zum Wahnsinn bewegenden Pretorius wird daraufhin von einem Wesen der Kopf abgebissen. Tillinghast entkommt zwar knapp, da er das Gerät mit einer Axt beschädigt, ist aber Tatverdächtiger Nummer eins und natürlich glaubt ihm keiner die Geschichten von Wesen, die unsichtbar neben unserer Realität existieren. Die zuständige Ärztin Dr. Katherine McMichaels stellt allerdings bei einer Ultraschalluntersuchung fest, dass Tillinghasts Zirbeldrüse vergrößert ist. Zusammen mit dem Polizisten Buford „Bubba“ Brownlee und dem sich zunächst sträubenden Tillinghast will sie das Experiment wiederholen. Der Versuch gelingt, doch entwickelt sich bei allen Beteiligten eine neue Art von sexueller Lust. Auch der totgeglaubte Pretorius tritt wieder in Erscheinung, doch ist er kein menschliches Wesen mehr, sondern eine Kreatur, die sich mittels ihres Verstandes in die abartigsten Alptraumgestalten verwandeln kann. Zwar gelingt es Tillinghast, rechtzeitig den Resonator abzuschalten, doch ist Pretorius’ Macht schon so groß, dass er die Maschine auch aus seiner Dimension heraus kontrollieren kann. Auch mit Tillinghast, dessen vergrößerte Zirbeldrüse ihn allmählich mutieren lässt, geht eine schreckliche Veränderung vor.

## Fassungen
Bei der deutschen Fassung handelt es sich um die R-Rated Fassung (81:14 Min.), da die MPAA viele der Szenen aus dem Director’s Cut (89:07 min) für das amerikanische Kinorelease vorher entfernen ließ. Am 10. Juni 2006 strahlte der amerikanische Pay-TV-Sender „Monster HD“ den unrated Director’s Cut im HD-Format aus. Am 13. September 2013 erschien in Deutschland ebendiese Fassung auf DVD und Blu-ray Disc.
Der Film war in Deutschland bis Dezember 2013 indiziert, nach Ablauf der 25-Jahresfrist wurde diese jedoch aufgehoben. Nach einer Neuprüfung der FSK wurde der Film ungeschnitten ab 16 Jahren freigegeben.

## Hintergrund
- From Beyond basiert auf der Kurzgeschichte Vom Jenseits aus dem Jahr 1920. Im Gegensatz zum Film spielt die Geschichte im Buch um 1920. Darüber hinaus weicht der Film in weiteren Punkten von der Vorlage ab, so ist Crawford Tillinghast der Erfinder des Resonators, Dr. Pretorius erscheint nur im Film. Die Geschichte handelt nur von Tillinghast und dem Erzähler. Die luststeigernde Nebenwirkung des Resonators erscheint ebenfalls nur im Film.
- Dr. Pretorius ist entliehen aus Frankensteins Braut.
- Dr. Bloch ist benannt nach Robert Bloch, dem Autor von Psycho und Freund von H. P. Lovecraft.

## Kritiken
„Das Schreckenskabinett des Dr. Pretorius hält viele Schreckenskreaturen bereit, die dem popcornsüchtigen Horrorfan einen zufriedenen Gesichtsausdruck ins Antlitz zaubern sollten. Es ist keine subtile Annäherung an die Dämonen, die im Menschen wüten. Vielmehr ist es ein Zirkus, der dem Affen im Menschen Blutzucker gibt und den Monstern freien Auslauf gebietet, die die Unterdrückung der Triebe gebiert. Das ist häufig nicht hübsch anzusehen – teilweise mag das Popcorn auch eine gallengrüne Färbung annehmen. Aber die Wahrheit muß letzten Endes immer heraus. Und je länger sie im kollektiven Busen schlummert, umso grausiger und unappetitlicher ist ihr Gesicht! Wenn die schleimigen Tentakel aus der Stirn des Jeffrey Combs bzw. des Homo Sapiens hervorbrechen, dann hat die Herrschaft der kühlen Vernunft ein Ende – dann regiert das Reich der Zwangsjacke.“

„Gruselschocker frei nach H.P. Lovecraft, der ein gerade wegen seiner relativen inszenatorischen Dichte unerträgliches Maß an Ekelreizen erreicht, die in einer spekulativen Mischung aus Brutaleffekten, sexuellen Anspielungen und Horrormotiven rücksichtslos ausgeschlachtet werden. (…) - Wir raten ab.“

## Auszeichnungen und Nominierungen
- 1986: Sitges Festival Internacional de Cinema de Catalunya Gewinner des Caixa de Catalunya in dem Kategorien: Best Original Soundtrack (Richard Band) & Best Special Effects (John Naulin, Anthony Doublin)
- 1987: Academy of Science Fiction, Fantasy & Horror Films, USA nominiert für den Saturn Award in dem Kategorien: Best Actress (Barbara Crampton), Best Horrorfilm & Best Make Up (John Carl Buechler, John Naulin, Anthony Doublin, Mark Shostrom)